# 安倍清右衛門
安倍 清右衛門（あべ せいえもん、生没年不詳）は、江戸時代中期の仙台藩の人物。商人であったが、藩への献上金によって武士身分に取り立てられ、仙台城下の木町通一番丁西北角に屋敷を構えた。
本業は木綿問屋で、明和3年（1766年）の藩への献金によって家臣となった後、安永2年（1773年）の再度の献金で家禄300石を与えられ、同8年（1779年）に出入司という財政方の職に登用された。天明元年（1781年）10月には3000両の献納により「物置備金主立申次」という役職に任命された。

## 清右衛門による買米政策
仙台藩はもともと財政が困窮していたが、宝暦の飢饉や天明の飢饉の影響、明和4年（1767年）の関東諸川国役普請への手伝いを課せられたことなどもあって、明和7年（1770年）時点で60万8600両余の借金と、2万4200石余の借米があった。その対応として、藩は天明元年3月から、専売制度の実施や領内限通用貨幣の発行といった財政再建策を推し進めた。
仙台藩は寛永期ごろより買米という政策を行なっていた。買米政策は、領内で収穫された米をまず年貢として収納し、残りの米を自家用米を除いて全て藩が買い上げて、都市の市場で売却するというものである。しかし、宝暦の飢饉によって買米資金の準備が困難になり、宝暦7年（1757年）には前金による買米が中止となった。その後は大坂商人からの借金で現金買をしたが、資金のやりくりがうまくいかず失敗に終わった。また、盛岡藩など他領から江戸に入る米が多くなったことで、米価は低迷し、それもまた買米制を行き詰まらせた。そのような時期に清右衛門は自らの手腕で買米を推進しようとした。しかし、買米は在方米商人による年貢余剰米の相対買ではなく、公金による買い上げであったから、販売する農民の側には売却金の決定権は無かった。買米制が再発足したのは翌天明2年（1782年）からだった。手先の商人を使って領外に米が出ていかないよう、郡村留を実施し、自分で拠出した3000両と藩の御納戸金をあわせた14000両を運用して、強制的に米を買い上げた。そうして買い上げた米を江戸に送って利益を上げようとした。
現金買で買米仕法を実施し、買い集めた米を江戸へ回送して、販売をはじめた天明3年、大凶作にもとづく飢饉が発生した。国元の米が「不自由」（流通不足）になってしまい、天明3年の端境期には米価が急騰し、仙台城下も米不足に陥った。
清右衛門は、配下の商人や在郷米商人である志田郡長瀬の利惣右衛門などを使って米の現金買いをしたが、代金の支払いは滞り、民衆はこれを御買米ではなく「安倍米」と呼び、蛇蝎のごとしと反発した。

## 安倍清騒動
刈田郡曲竹村の肝入が書いた『天明三年癸卯大飢饉記録』（『蔵王町史』資料編Ⅱ）や、藩士の源意成が著した「飢饉録」に、天明3年（1783年）9月に仙台城下で発生した安倍清騒動が記されている。
この年、仙台藩は大冷害で56万5000余石の減収で、餓死者・疫病者は合わせて30万人にのぼった。飢饉に対応して、藩は国産会所が8月2日から1人1升の「御穀御払」をおこなった。続いて、石巻港から出港させる直前の買米を、清右衛門の判断で至急城下に回送し、二日町の米商人・大黒屋清七の店に「穀産処（御穀売方所、米御売方所）」を設けて、市民向けに「払米」を販売させた。9月14日から清七の屋敷前に栗の大木で柵をつくり、出入口から1人ずつ中に入れ、勘定所役人らの立合のもと、1人玄米1升宛の払米をした。しかし、払米は朝五ツ半から八ツ（午前9時から午後2時）ごろまでと限定された上に、「急渇之者」が大勢押しかけたことで、死人が出る騒ぎとなった。
9月18日には払米は売り尽くされ、買えなかった者が若年寄の大条内蔵人の屋敷へ嘆願をしに行き、月番の奉行への掛け合いも行なわれた。
9月19日、米を買えなかった者たちが広瀬川の中瀬河原に大勢集まった。その日の夜、安倍清右衛門屋敷に数千人に膨れ上がった群衆が押し掛けた。代表となった大番士の布沢儀蔵が直談判したが、屋敷では清右衛門は外出しているなどと言って交渉は進まず、やがて耐え切れなくなった群衆は屋敷内に押し込み、門や玄関、表塀、裏長屋を打ち破った。「御穀売方所」であった大黒屋も同様に打ちこわされ、その店先で鍛冶・髪結・焼肴屋・香具師など4人の者が捕縛された。
「飢饉録」によれば、清右衛門による郡村留のため仙台城下に米が入らず諸人は餓死に追いやられた。また、御納戸金で買上げた米を御恵みとして払い下げたが、金1両に2斗の相場なのに、1斗8升の高値で売り払った。さらに、前年から在々の御囲穀を残らず買いあげて、江戸へ回米し売却しながら、自分はまだ多量の米を囲置しているということであった。このようなことから、自然誰言うとなく大勢集り、騒動になったということであった（阿刀田令造『天明天保に於ける仙台の飢饉記録』15頁）。
買米制によって領内の産米を売却して藩は財政再建を図ろうとしたが、その政策が凶作による城下町飯米の不足を招いた。民衆は、それが安倍個人の米買い占めによるものと解釈し、また買米の払い下げ価格は市中価格よりつりあげられたことから、町民だけでなく藩士の恨みをも買って、安倍とそれをとりまく商人たちに非難が集中する結果となった。
布沢儀蔵や捕縛された者たちは上をも恐れざる所行として厳しく糾弾されたが、清右衛門のしたことも「奸巧（かんこう）」深く、民衆の怨みをかったとして、一派を召し捕り詮議が行なわれた。その結果、清右衛門の米穀売方所を廃止、払米は四穀町の米問屋に行なわせることとなった。

## 騒動後
清右衛門は在職6年で改易処分となった。奉行の退役など藩上層部の人事も大きな異動が発生したが、買米制そのものは引き続き実施された。米穀流通の不円滑と米価騰貴により、騒動の後も城下で「群盗」が横行し、天明7年7月の石巻における打ちこわしなど、暴動は大小諸都市に集中して発生した。
「安倍清騒動」は仙台城下初の打ちこわしであり、慶長7年（1602年）3月に城下建設の苛酷な工事に反発して下級武士の小人たちが起こした小人騒動とともに、仙台城下の二大騒動と呼ばれた。騒動の翌年の銀札発行や鋳銭による財政立て直しにも失敗し、藩の権威は大きく失墜した。
仙台藩は、買米制度で米を現地価格で買い上げ、江戸へ運んで売却したその差益をもって、藩の財政難を切り抜けてきた。米を高く売るため、高価格を維持する必要があったので、農民が他領へ運びだす「脱石」という行為には厳罰を課していた。脱石を防ぐために川筋の街道要所に「御石改所」を設置し、恒常的に郡村留（穀留め）を行なっていた。飢饉の際には米価が上がるので、江戸で高く売却して利益を上げようとしたが、そのせいで藩内の余裕米が足りなくなり、飢饉の被害がより激しくなったという事情もこの騒動の背景にあった。
のちに、榴ヶ岡（つつじがおか）で「安倍清さわぎ」という芝居興行が催された。その狂言は大当たりしたが、その影響を恐れた藩当局は、この出し物を3日後に禁じたという。